# Pietro Cunti
Pietro Cunti (* 3. September 1962 in Chur) ist ein ehemaliger Schweizer Eishockeyspieler.

## Karriere
Der in Arosa aufgewachsene gelernte Gipser Pietro Cunti durchlief sämtliche Nachwuchsstufen beim EHC Arosa. Seine Karriere hing als Junior an einem dünnen Faden, als er nach einer lautstarken Auseinandersetzung mit dem Elite-Juniorentrainer fristlos entlassen wurde; einer Intervention von Clubpräsident Peter Bossert war es zu verdanken, dass Cunti seine Karriere nicht beendete. Auf die Saison 1979/80 hin wurde er als Stürmer in die erste Mannschaft berufen und errang mit dem Klub gleich seinen ersten Meistertitel. Diesen Erfolg konnte er 1982 wiederholen. Zudem wurde er mit dem EHC Arosa 1981 und 1984 Zweiter sowie 1985 Dritter der Schweizer Meisterschaft.
Wurde der Nachwuchsmann Cunti zu Beginn lediglich als Joker eingesetzt, sah der Winter 1982/83 seine erste volle Meisterschaftssaison. In der Folge stellte er seine überdurchschnittlichen Skorerqualitäten – hauptsächlich in der Position eines Centers, teilweise auch als Flügel – immer mehr unter Beweis und konnte in der Saison 1985/86 31 Tore und 21 Assists verbuchen. Neben seiner guten Spielübersicht war er vor allem für seinen meist verdeckt abgegebenen Handgelenkschuss bekannt.
Nach dem freiwilligen Abstieg des EHC Arosa 1986 in die 1. Liga wechselte Cunti zunächst für ein Jahr zum EHC Chur, hauptsächlich, um sich beruflich weiterbilden zu können. 1987 wurde er vom SC Bern verpflichtet, mit welchem er 1989 und 1991 erneut die Schweizer Meisterschaft gewinnen konnte.
In der Nationalmannschaft bestritt Pietro Cunti diverse Länderspiele. So konnte er bereits im Dezember 1983 in einem Spiel gegen Polen vier Tore und einen Assist erzielen. Weiter war er eine der Teamstützen bei den Weltmeisterschaften 1987 (vier Skorerpunkte) sowie an den Olympischen Spielen 1988 in Calgary, wo er ein Tor und einen Assist für sein Team verbuchte.
Cunti trat 1991 nach seinem vierten Meistertitel mit nur 28 Jahren vom aktiven Sport zurück, um sich dem elterlichen Gipsergeschäft widmen zu können. Auch Anfragen vom damaligen Trainer des SC Bern, Bill Gilligan, konnten ihn nicht mehr zu einem Comeback überreden.
Pietro Cunti ist ein Onkel des Eishockeyspielers Luca Cunti.